# Isidro Sánchez García-Figueras
Isidro Sánchez García-Figueras (Barcelona, 17 de diciembre de 1936 - Sevilla, 2 de septiembre de 2013) fue un futbolista español. Jugó de defensa. Estuvo casado con la cantante Carmen Flores y fue el padre del también futbolista y actualmente entrenador Quique Sánchez Flores.

## Trayectoria
- 1955-56 Club Deportivo Utrera
- 1956-57 Club Deportivo Puerto[4]
- 1957-61 Real Betis Balompié
- 1961-65 Real Madrid Club de Fútbol
- 1965-71 CE Sabadell

## Palmarés
| Título                | Club        | País   | Año  |
| --------------------- | ----------- | ------ | ---- |
| Liga española         | Real Madrid | España | 1962 |
| Copa del Generalísimo | Real Madrid | España | 1962 |
| Liga española         | Real Madrid | España | 1963 |
| Liga española         | Real Madrid | España | 1964 |
| Liga española         | Real Madrid | España | 1965 |